# ル・クレムラン＝ビセートル駅
ル・クレムラン＝ビセートル駅 (ル・クレムラン＝ビセートルえき、Le Kremlin-Bicêtre 発音例) は、同名のイル・ド・フランス地域圏、ヴァル＝ド＝マルヌ県の地方自治体に位置するメトロの駅。パリメトロ7号線を利用することができる。

## 概要
ル・クレムラン＝ビセートル駅は、RATP運営の地下鉄の駅。7号線が利用可能である。パリ左岸側の郊外であるル・クレムラン＝ビセートル内のフォンテーヌブロー大通りAvenue de Fontainebleau, 94270 Le Kremlin Bicêtre沿い、おおよそ98番地付近に昇降口を計4カ所設け、内2カ所はイヴリー＝シュル＝セーヌに属している。
1982年12月10日に7号線ヴィルジュイフ＝ルイ・アラゴンVillejuif - Louis Aragon方面分岐の最初の駅として開業した。駅名の「ル・クレムラン＝ビセートル」は、同名の地方自治体 = コミューンを表している。

## 駅周辺
- パリ第11大学 医学部（Centre hospitalier universitaire Kremlin-Bicêtre）（2年次以降）
- パリ市営イヴリー墓地（Cimetière parisien d'Ivry）